# 이북초등학교
이북초등학교는 대한민국 경상남도 김해시 한림면 명동리에 있는 공립 초등학교다.

## 연혁
- 1928년 12월 3일 설립인가
- 1929년 9월 1일 이북공립보통학교 개교
- 1938년 4월 1일 명칭 변경[1](이북공립심상소학교)
- 1941년 4월 1일 명칭 변경[2](이북공립국민학교)
- 1996년 3월 1일 명칭 변경(이북초등학교)[3]
- 2008년 2월 29일 병설유치원 폐원
- 2014년 3월 1일 신천초등학교 통폐합
- 2014년 3월 1일 병설유치원 재개원
- 2020년 2월 14일 제88 회 졸업(총4,979명)
- 2020년 3월 1일 제33대 안남수 교장 부임
- 2021년 2월 9일 제89 회 졸업(총4,987명)
- 2022년 2월 16일 제90 회 졸업(총4,998명)

## 학교 상징
- 교화(개나리) - 다른이름 : 연교·개나리꽃나무·영춘화 - 특징 : 높이 약 3m. 가지가 밑으로 처지며, 잎은 대생이고 타원형이며 톱니가 있다. 꽃은 4월에 노란색 꽃이 1~3개씩 피며 꽃받침은 4개로 녹색이다. - 꽃말 : 순결, 깨끗한 마음, 희망
- 교목(목련) - 한라산의 목련은 키가 20m에 지름은 1m - 잎모양 : 넓은 달걀모양, 또는 거꾸로 세운 달걀모양, 잎끝은 뾰족하고 톱니 없음. - 꽃모양 : 크기 10㎝, 꽃잎 6~9개로 긴 타원형의 백색

## 참고 자료
- 이북초등학교 - 한국교육학술정보원 학교알리미